# Chabrac
Chabrac ist ein Ort und eine Gemeinde mit 614 Einwohnern (Stand 1. Januar 2022) im westfranzösischen Département Charente in der Region Nouvelle-Aquitaine. Zur Gemeinde gehören auch mehrere Weiler (hameaux) und Einzelgehöfte.

## Lage
Der Ort Chabrac liegt in einer Höhe von etwa 215 m ü. d. M. im Osten des Départements Charente nahe der Grenze zum Limousin in der alten Kulturlandschaft des Angoumois, einem Teil der Landschaft der Charente. Der Ort liegt rund 70 km (Fahrtstrecke) nordöstlich der Stadt Angoulême; bis nach Limoges sind es nur etwa 50 km in südöstlicher Richtung. An der nördlichen Gemeindegrenze verläuft der Fluss Goire, ein Nebenfluss der Vienne.

## Bevölkerungsentwicklung
| Jahr      | 1800 | 1851 | 1901 | 1954 | 1999 | 2013 |
| Einwohner | 820  | 915  | 803  | 592  | 464  | 567  |

Der kontinuierliche Rückgang der Bevölkerungszahlen seit dem ausgehenden 19. Jahrhundert ist im Wesentlichen auf den Verlust an Arbeitsplätzen infolge der Reblauskrise im Weinbau und der zunehmenden Mechanisierung der Landwirtschaft zurückzuführen.

## Wirtschaft
Der Ort und seine Umgebung waren jahrhundertelang land- und forstwirtschaftlich geprägt; die meisten Menschen lebten als Selbstversorger. Im ausgehenden Mittelalter und in der frühen Neuzeit wurde der Weinbau vorangetrieben, der jedoch – nach der Reblauskrise im ausgehenden 19. und beginnenden 20. Jahrhundert – nahezu eingestellt wurde. Seit den 1960er Jahren spielt der Tourismus in Form der Vermietung von Ferienwohnungen (gîtes) eine nicht unbedeutende Rolle im Wirtschaftsleben der Gemeinde.

## Geschichte
In gallorömischer Zeit entstand ein römisches Landgut (villa rustica).
Im ausgehenden 12. Jahrhundert gehörten der Ort und seine Kirche als Priorat zur Benediktinerabtei von Lesterps.

## Sehenswürdigkeiten

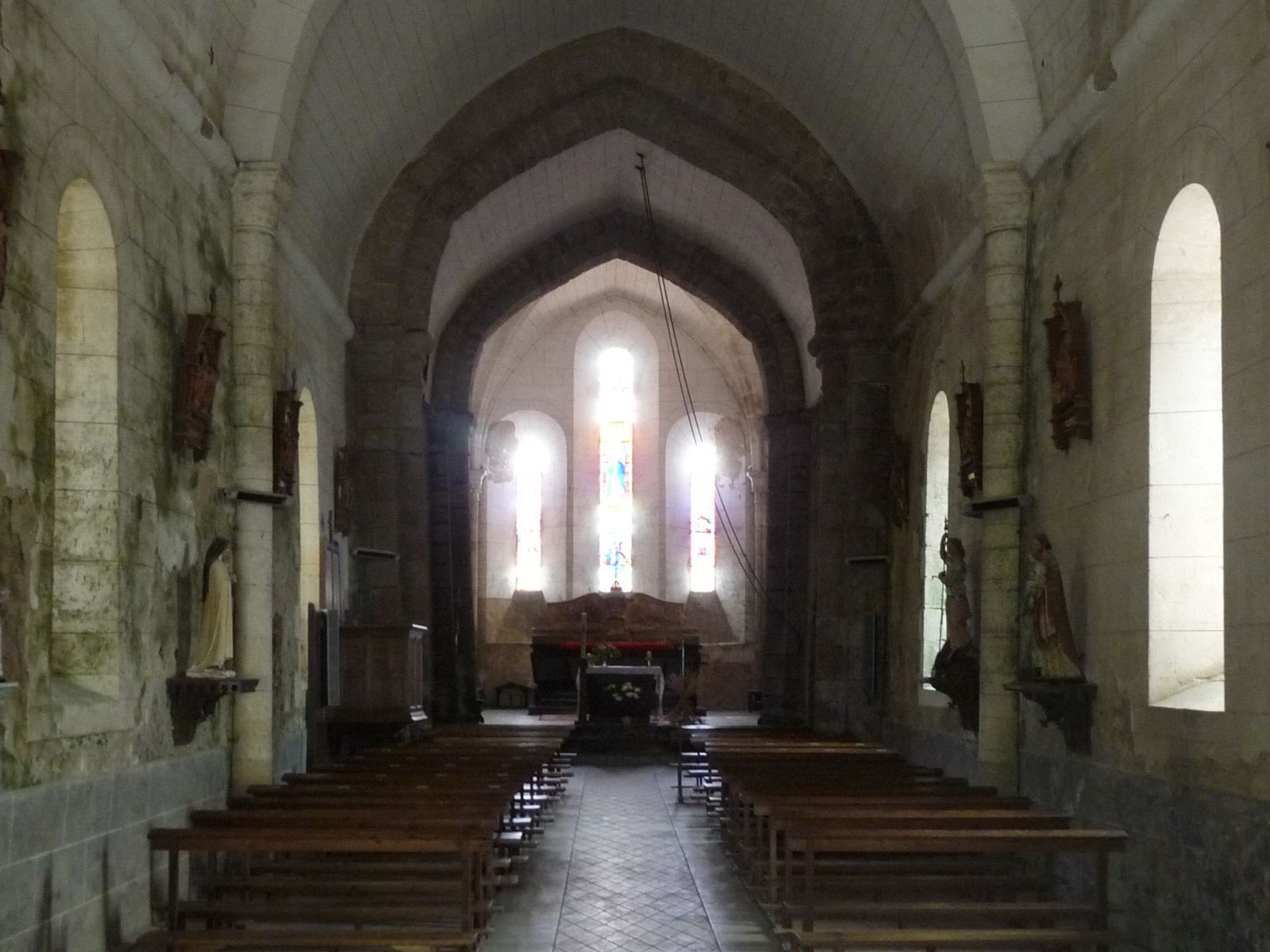
Kirche Notre-Dame

- Die ehemalige Prioratskirche und heutige Pfarrkirche Notre-Dame entstand im 12. Jahrhundert; sie wurde jedoch nach Ablauf des Hundertjährigen Krieges (1337–1453) und in den Hugenottenkriegen (1562–1598) verändert – u. a. erhielt sie einen Wehrgang unter der Traufe des Langhauses. Die ursprünglichen Teile zeigen zumeist Bruchsteinmauerwerk aus Granit, wohingegen die später hinzugefügten Teile (Strebepfeiler etc.) aus exakt behauenen Hausteinen errichtet sind. Das mehrfach gestufte spätromanische Eingangsportal besteht aus mehreren Archivoltenbögen; der innere Bogen ist als Vielpassbogen gestaltet. Das Kirchenschiff hat ein im 19. Jahrhundert erneuertes Spitztonnengewölbe und einen flachen Chorschluss mit drei – nach einem Triumphbogenschema angeordneten – Fenstern. Das Kirchengebäude ist seit dem Jahr 1965 als Monument historique anerkannt;[1] es wurde nach einer Renovierung im Jahr 2013 wiedereröffnet.
- Die Kirche birgt ein romanisches Tauf- oder Weihwasserbecken.